# Friedrich Bilabel
Friedrich Bilabel (* 27. Juli 1888 in Friedberg, Bayerisch-Schwaben; † 22. April 1945 in Wallerstein) war ein deutscher Papyrologe.

## Leben
Friedrich Bilabel war Sohn des Oberlandesgerichtspräsidenten Alexander Bilabel. Er besuchte das Gymnasium bei St. Anna (Augsburg). Nach dem Abitur studierte er an der Ruprecht-Karls-Universität Heidelberg und der Ludwig-Maximilians-Universität München Klassische Philologie und Alte Geschichte. Während des Studiums wurde er Mitglied der Philologisch-Historischen Verbindung Cimbria Heidelberg im Naumburger Kartellverband. 1912 wurde er in München zum Dr. phil. promoviert. 
1914 beauftragte ihn die Heidelberger Akademie der Wissenschaften mit Ausgrabungen in Ägypten. Nach dem Ersten Weltkrieg arbeitete Bilabel ab 1920 in Mannheim, ab 1924 in Heidelberg als Gymnasialprofessor und nebenamtlich (bereits seit 1913) als Mitarbeiter an der Papyrussammlung der Universitätsbibliothek. Daneben widmete er sich wissenschaftlichen Studien und arbeitete mit Friedrich Preisigke und Emil Kießling am neu gegründeten Institut für Papyrologie. 1927 erwarb er an der Universität Heidelberg die venia legendi für althistorische Hilfswissenschaften und altorientalische Geschichte. Im Rahmen einer Lehrstuhlvertretung für den von den Nationalsozialisten aus dem Amt gedrängten Althistoriker Eugen Täubler wurde er am 8. März 1934 zum nichtbeamteten außerordentlichen Professor und Leiter der Heidelberger Papyrussammlung ernannt. 1940 wurde er zum außerplanmäßigen Professor neuer Ordnung ernannt.
Bilabel, der 1920–1925 Mitglied der DNVP gewesen war, trat zum 1. Mai 1933 in die NSDAP ein (Mitgliedsnummer 3.145.315) und war anschließend in mehreren Parteiorganisationen tätig. Auch in seinen Lehrveranstaltungen trat er für einen nationalsozialistischen Standpunkt auf die Antike ein. Bilabel wurde 1941 zum Heer (Wehrmacht) eingezogen und fiel als Offizier in den letzten Kriegstagen am 22. April 1945 bei Nördlingen.
Bilabel zählte zu den führenden Papyrologen Deutschlands und war international anerkannt. Er trat durch zahlreiche Editionen, Kommentare und Aufsätze hervor. In den 1930er Jahren gab er mit dem Arabisten Adolf Grohmann die Reihe Quellen und Studien zur Geschichte und Kultur des Altertums und des Mittelalters heraus.

## Schriften
- Die ionische Kolonisation. Dieterich, Leipzig 1920.
- ΟΨΑΡΤΥΤΙΚΑ und Verwandtes. Winter, Heidelberg 1920 (online).
- Die kleineren Historikerfragmente auf Papyrus. Marcus und Weber, Bonn 1922 (online).
- Griechische Papyri. Winter, Heidelberg 1923.
- Antike Küche. Heimeran, München 1926.
- Geschichte Vorderasiens und Ägyptens vom 16. Jahrhundert v. Chr. bis auf die Neuzeit. Band 1. Geschichte Vorderasiens u. Ägyptens vom 16.-11. Jh. v. Chr. Winter, Heidelberg 1927.